# (5248) Scardia
(5248) Scardia es un asteroide perteneciente al cinturón de asteroides, descubierto el 6 de abril de 1983 por Henri Debehogne y el también astrónomo Giovanni de Sanctis desde el Observatorio de La Silla, Chile.

## Designación y nombre
Designado provisionalmente como 1983 GQ. Fue nombrado Scardia en honor al astrometrista Marco Scardia del Observatorio Astronómico de Brera. Sus intereses principales son las estrellas dobles y los asteroides del sistema solar.

## Características orbitales
Scardia está situado a una distancia media del Sol de 2,220 ua, pudiendo alejarse hasta 2,600 ua y acercarse hasta 1,840 ua. Su excentricidad es 0,171 y la inclinación orbital 0,352 grados. Emplea 1208,56 días en completar una órbita alrededor del Sol.

## Características físicas
La magnitud absoluta de Scardia es 13,9. Tiene 4 km de diámetro y su albedo se estima en 0,274.